# Dipelta floribunda
Dipelta floribunda là một loài thực vật có hoa trong họ Kim ngân. Loài này được Carl Johann Maximowicz mô tả khoa học đầu tiên năm 1877 (in năm 1878).

## Mô tả
Cây bụi hoặc cây gỗ nhỏ, cao tới 6 m, lá sớm rụng. Các cành có lông tuyến, dần trở thành nhẵn nhụi. Cuống lá 6–14 mm; phiến lá hình trứng tới hình mũi mác, 4-10 × 1,5–6 cm, gân giữa có lông tơ trắng, đáy hình nêm hoặc tù, mép nguyên, đôi khi 2 hay 3 răng cưa rất nhỏ ở đỉnh, đỉnh nhọn hay nhọn hoắt dài. Cuống hoa đến 10 mm; bầu nhụy với 4 lá bắc hợp sinh chặt ở gốc; 2 lá bắc ngoài lớn hơn, hình khiên, che khuất các lá đài khi nở hoa, đồng phát triển tới rộng 20 mm khi thuần thục, có màng khô, với các gân dễ thấy; 2 lá bắc trong nhỏ hơn, không đều, một hình trứng, một nhỏ hơn và hình elip hẹp. Đài hoa 5 thùy, có lông tuyến; các thùy thẳng, 5 – 7 mm. Tràng hoa màu trắng đến hồng, hai môi, hình trụ hẹp ở gốc, loe và hình chuông ở phần trên, 25–40 mm; môi dưới với vết màu hình lưới màu vàng cam. Bầu nhụy có lông tơ; vòi nhụy hình chỉ, từ nhẵn nhụi đến có lông thưa thớt. Quả bế ở đỉnh có đài hoa bền, được bao bọc trong 2 lá bắc hình khiên, giống như cánh, có màng, đồng phát triển. Ra hoa tháng 4-7, tạo quả tháng 8-9.

## Môi trường sống
Rừng hỗn hợp, cây bụi; ở cao độ 600-2.200 m. Có tại các tỉnh Cam Túc, Quảng Tây, Hồ Bắc, Hồ Nam, Thiểm Tây, Tứ Xuyên. Tên gọi trong tiếng Trung là 双盾木 (song thuẫn mộc).

## Hình ảnh

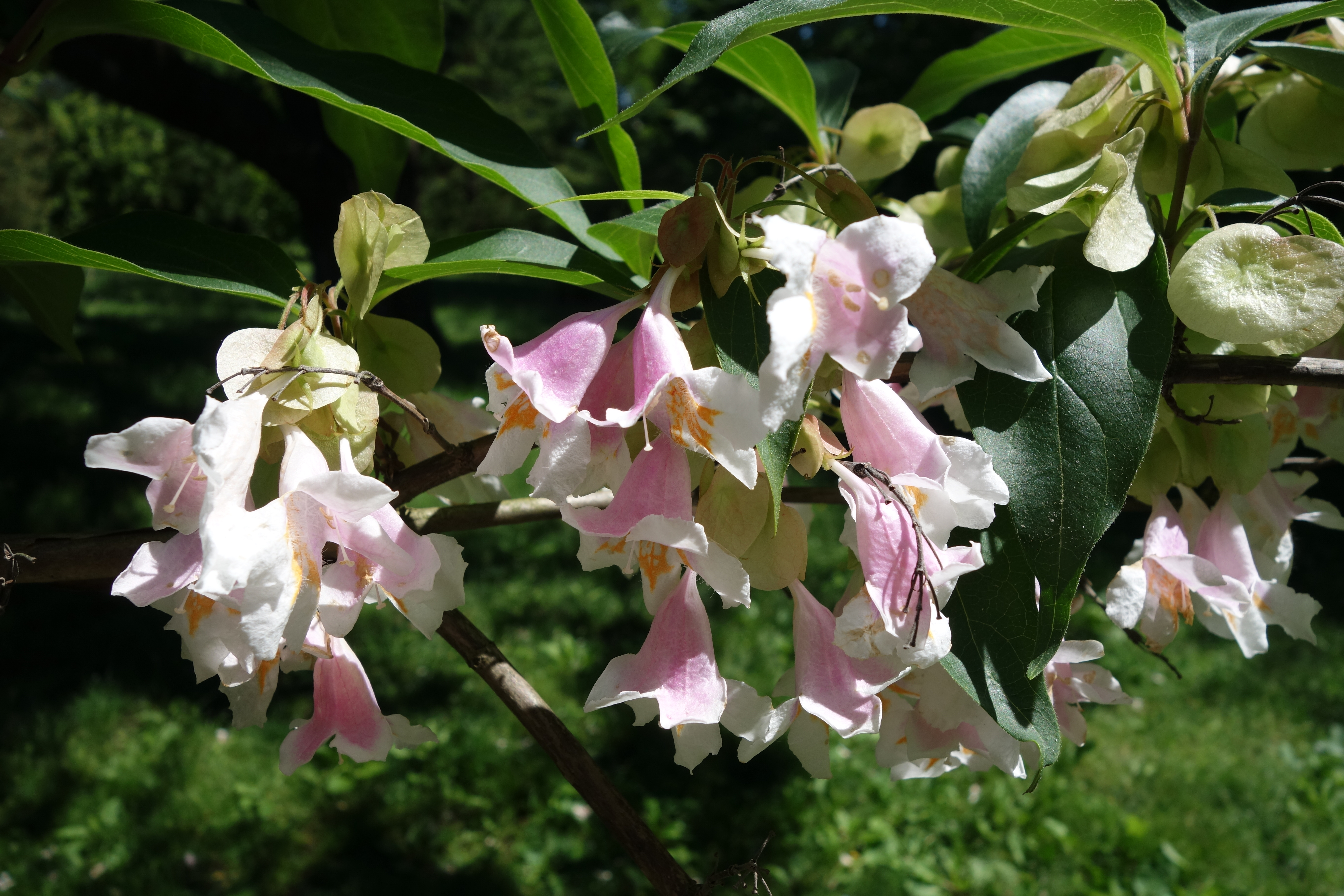
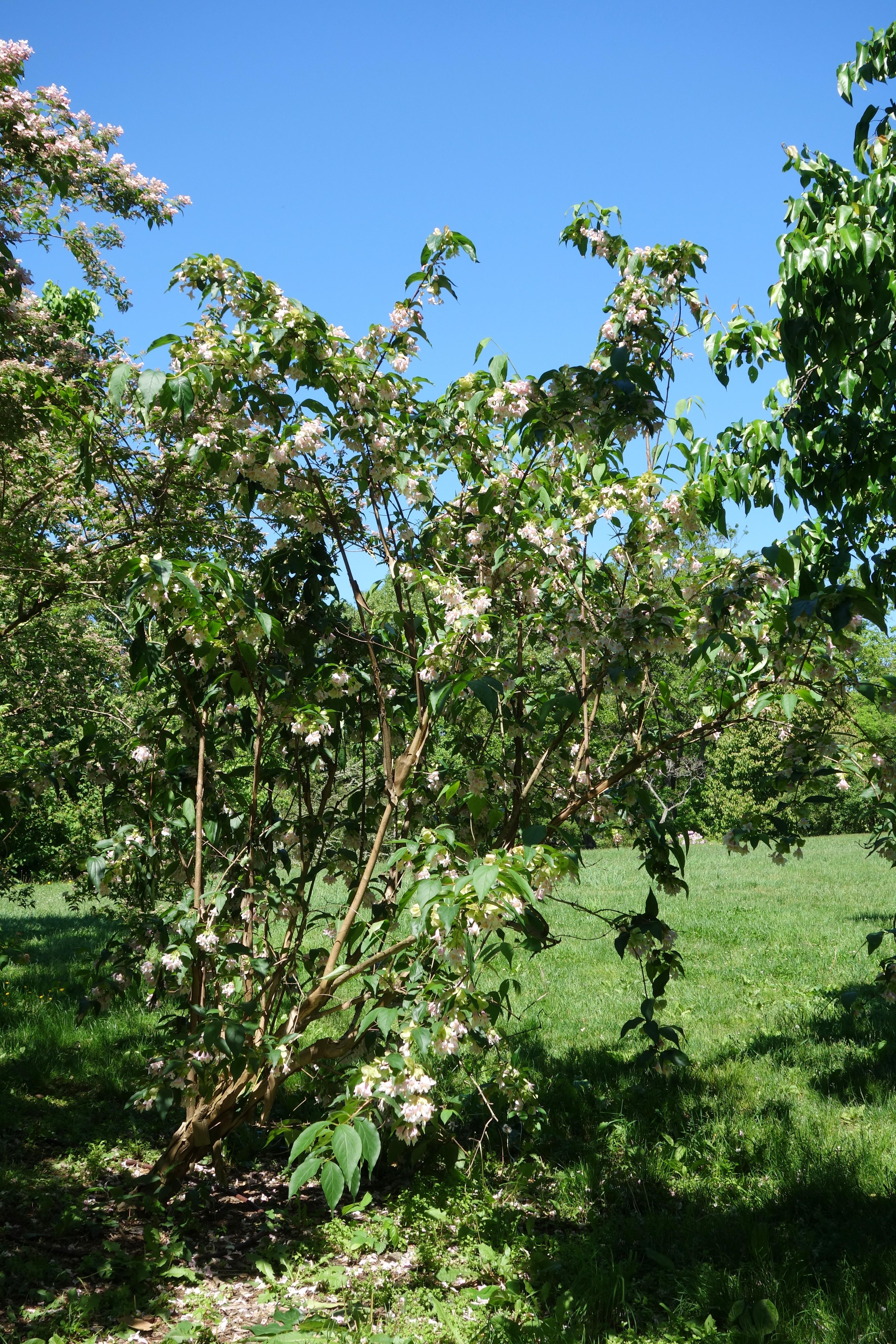
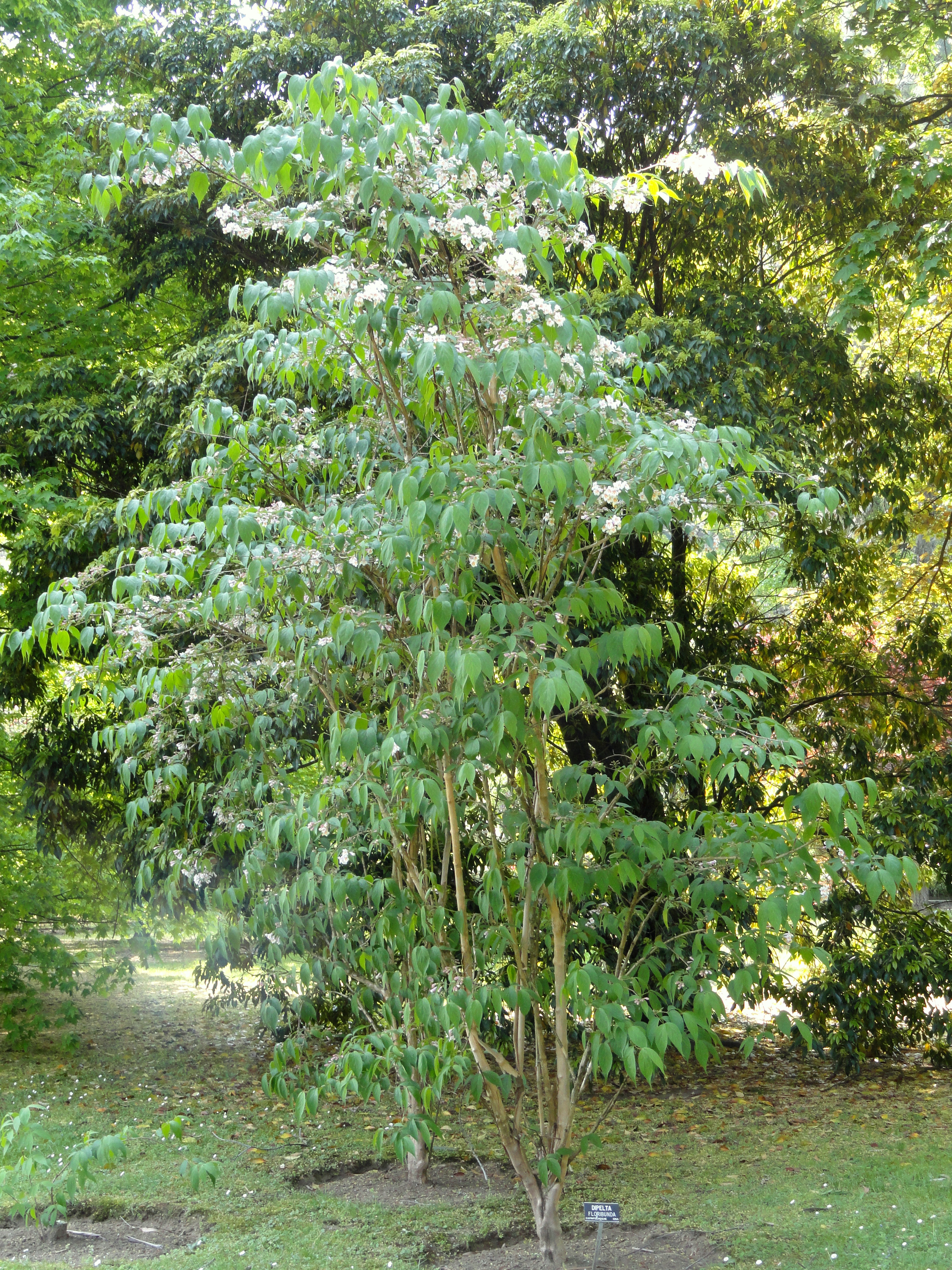
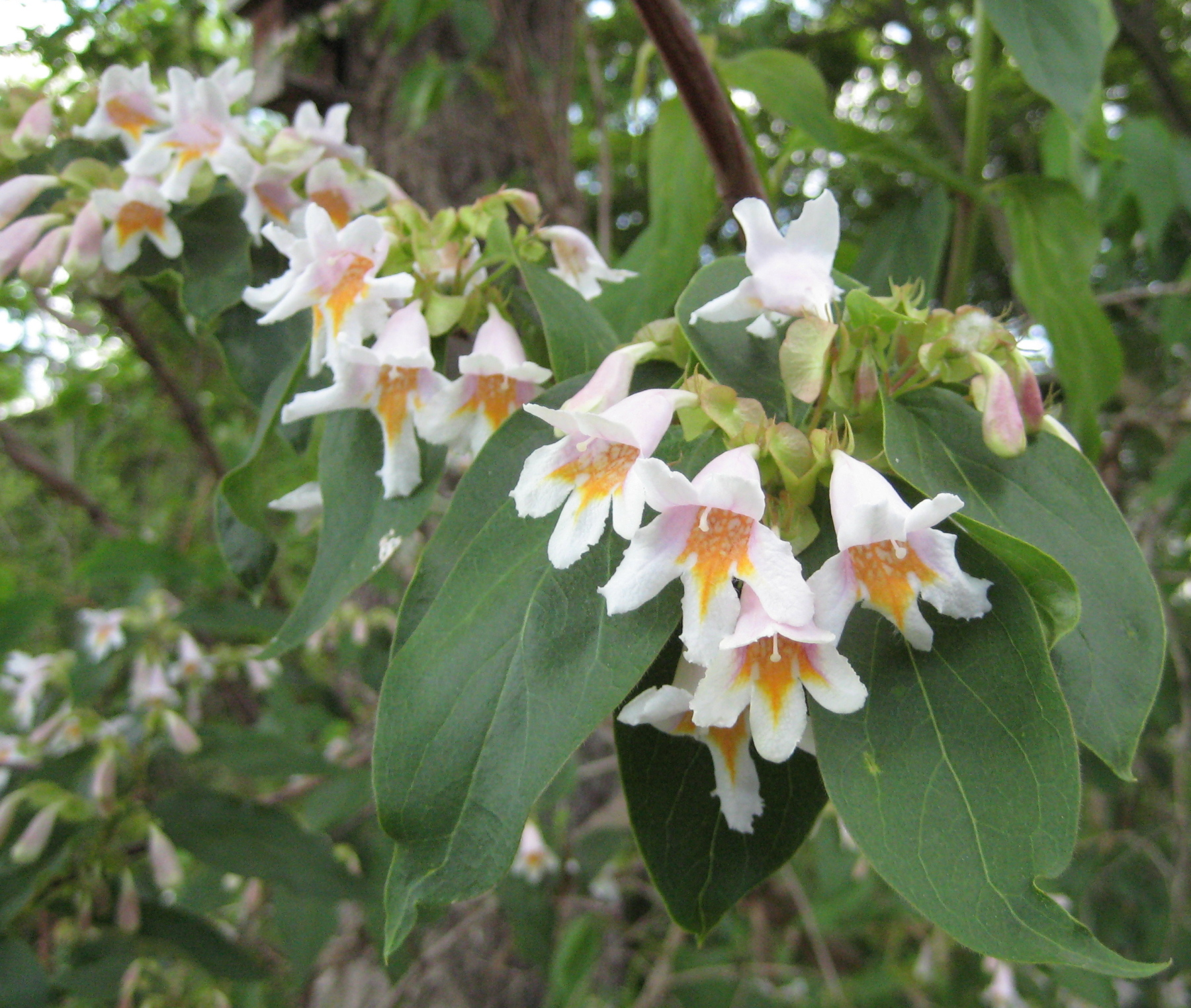